# Anno galattico

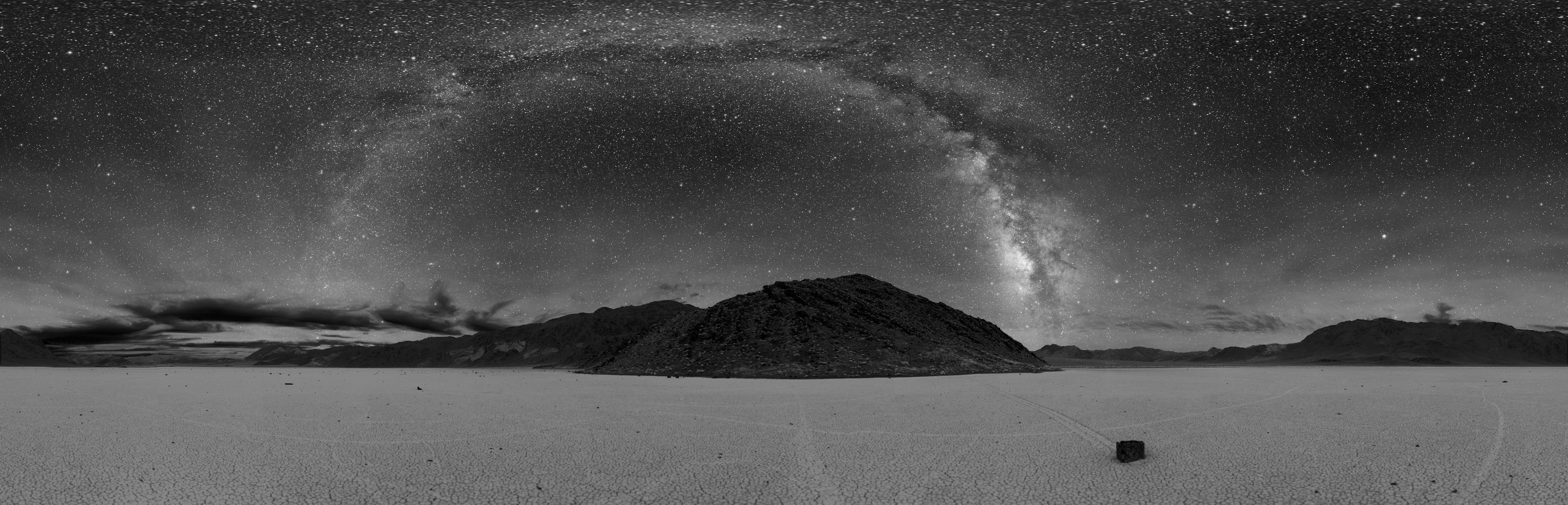
Immagine panoramica della Via lattea, presa dalla Death Valley.

Un anno galattico, noto anche come anno cosmico (GY dall'inglese Galactic Year), è il periodo di tempo richiesto dal Sistema Solare per compiere una rivoluzione completa attorno al centro della Via Lattea. Le stime sulla durata dell'orbita variano da 225 a 250 milioni di anni "terrestri".
L'anno galattico rappresenta un'unità di riferimento temporale utile per orientarsi indicativamente lungo i tempi geologici.

## Storia della terra in anni galattici (in questa lista 1 GY = 225 milioni di anni)
- 0 GY: nascita del Sole
- 4 GY: gli oceani appaiono sulla Terra
- 5 GY: nascita della vita
- 6 GY: appaiono i procarioti
- 7 GY: appaiono i batteri
- 10 GY: appaiono i continenti stabili
- 13 GY: appaiono gli Eucarioti
- 16 GY: appaiono gli organismi pluricellulari
- 17.8 GY: esplosione di vita del Cambriano
- 19 GY: era mesozoica
- 19.6 GY: estinzione dei Dinosauri
- 20 GY: oggi